# Prochloron
Prochloron (del griego pro (antes) y del griegos chloros (verde)) es un procariota unicelular de fotosíntesis oxigénica que se encuentra comúnmente como un simbionte extracelular en los arrecifes de coral, particularmente en las ascidias. Se teorizó en la teoría endosimbiótica que Prochloron es un predecesor de los componentes fotosintéticos, los cloroplastos, que se encuentran en las células eucariotas fotosintéticas. Sin embargo esta teoría es refutada en gran medida por los estudios filogenéticos que indican que el Prochloron no está en la misma línea de descendencia que conducen a las algas y plantas terrestres que contiene cloroplastos.
El Prochloron fue descubierto en 1975 por Ralph A. Lewin de la Scripps Institution of Oceanography . El Prochloron es uno de los tres proclorofitas conocidos, cianobacterias que contienen tanto la clorofila a y B unidos a una proteína especial captadora de luz.

## Especies
La única especie taxonómicamente válida es la P. didemni